# Güzelim
Güzelim ist ein Ortsteil (Mahalle) im Landkreis Tufanbeyli der türkischen Provinz Adana mit 177 Einwohnern (Stand: Ende 2024). Im Jahr 2011 zählte der Ort 118 Einwohner.